# Rogier Bernard I van Foix
Rogier Bernard I van Foix bijgenaamd de Dikke (circa 1130 - november 1188) was van 1148 tot aan zijn dood graaf van Foix. Hij behoorde tot het huis Foix.

## Levensloop
Rogier Bernard I was de zoon van graaf Rogier III van Foix en diens echtgenote Jimena, dochter van graaf Raymond Berengarius II van Barcelona.
In 1149 en 1163 schonk hij geconfisqueerde landerijen aan de kerk van Saint-Antonin de Frédélas. Ook sloot hij een verdrag met de kerk dat het bestuur over deze landerijen tussen hen en Rogier Bernard I verdeelde. De graaf was bevoegd voor verdediging en rechtspraak. In 1168 sloot hij dan weer een verdrag met de Abdij van Saint-Volusien, waarbij hun landerijen verdeeld werden tussen kerkelijke en wereldlijke autoriteiten. 
Tijdens zijn bewind werd hij een vazal van het graafschap Barcelona. Desondanks slaagde Rogier Bernard I er in om in 1159 buiten een conflict van de graaf te blijven en in de plaats concentreerde hij zich op zijn eigen invloedzone door in 1162 een verdrag te sluiten met de heren van Dun. Toen koning Alfons II van Aragón, eveneens graaf van Barcelona, in 1185 een oorlog voerde in Zuid-Frankrijk, vocht Rogier Bernard I aan zijn zijde. Ook zou Alfons II de intentie hebben gehad om Rogier Bernard de regering van het graafschap Provence toe te vertrouwen. 
In 1188 stierf hij, waarna hij werd bijgezet in de Abdij van Boulbonne. Zijn zoon Raymond Rogier volgde hem op.

## Huwelijk en nakomelingen
Op 11 juli 1151 huwde hij met Cecilia, dochter van burggraaf Raymond I Trencavel van Carcassonne. Ze kregen vier kinderen:
- Rogier (overleden in 1182)
- Raymond Rogier (overleden in 1223), graaf van Foix
- Esclarmonde (overleden in 1215), huwde met heer Jordaan II van l'Isle-Jourdain
- Rohese, huwde met heer Arnold Willem van Marquefave